# 485

## Събития
- Победа на остготския крал Теодорих Велики над кутригурска войска на Долен Дунав в Срем – първо споменаване на българите в европейски източник.